# Type 053H3 (lớp khinh hạm)
Tàu hộ vệ Type 053H3 (NATO định danh tàu hộ vệ lớp Khương Duy II) là một lớp khinh hạm do Trung Quốc chế tạo. Lớp này có tổng cộng mười tàu, trong đó tám chiếc đang hoạt động trong Hải quân Trung Quốc, và hai chiếc đang hoạt động trong Hải quân Bangladesh. Type 053H3 là phiên bản tiếp theo của Type 053H2G (Khương Duy I). Hải quân Pakistan sử dụng một biến thể nâng cấp của Type 053H3 được gọi là lớp Zulfiquar.

## Lịch sử
Vào thập niên 1980, Hải quân Trung Quốc đã đặt hàng Nhà máy đóng tàu Hỗ Đông có trụ sở tại Thượng Hải (nay là Nhà máy đóng tàu Hỗ Đông-Trung Hoa) để đóng một lớp tàu mới nhằm thay thế khinh hạm phòng không Type 053K. Lớp tàu mới này phát triển dựa trên khinh hạm Type 053H2 và được định danh là Type 053H2G. Việc phát triển được thực hiện theo Đề án 055.
Type 053H2G lớn hơn một chút so với Type 053H2, và trang bị tên lửa phòng không HQ-61B. Tuy nhiên, HQ-61 cho thấy không đạt yêu cầu trong tác chiến, do đó, Type 053H2G nhanh chóng bị thay thế bởi Type 053H3, đây là một phiên bản cải tiến từ Type 053H2G, trang bị tên lửa phòng không HQ-7. HQ-7 là phiên bản nội địa do Trung Quốc sản xuất dựa trên tên lửa R330 Sea Crotale của Pháp. Tổng cộng mười chiếc Type 053H3 đã được chế tạo từ năm 1996 đến năm 2005.
Sự khác biệt giữa tàu lớp Khương Duy I và II là: Lớp II sử dụng tên lửa phòng không HQ-7, còn lớp I sử dụng HQ-61B; Lớp II có 8 tên lửa chống hạm C-802, lớp I có 6 tên lửa C-802; và bệ đỡ pháo phòng không phía sau lớp II được nâng lên cao hơn so với lớp I. Ban đầu thật ra lớp Khương Duy II trang bị tên lửa HQ-61B trong thời gian ngắn trước khi thay thế bằng HQ-7 trong quá trình nâng cấp, và một số nguồn tin cho rằng phiên bản nâng cấp này cũng được gọi là Type 057.

## Chuyển giao cho Bangladesh
Hai chiếc Type 053H3 đầu tiên mang tên Gia Hưng và Liên Vân Cảng đã được chọn để bán cho Bangladesh vào năm 2020. Tuy nhiên, sau đó Trung Quốc chọn tàu Phủ Điền thay cho tàu Gia Hưng. Cả hai tàu đều được đưa vào biên chế Hải quân Bangladesh vào ngày 5 tháng 11 năm 2020, và đã được Bangladesh đổi tên khác (xem danh sách bên dưới).

## Nâng cấp giữa vòng đời
Type 053H3 bắt đầu được tiến hành nâng cấp giữa vòng đời từ năm 2015. Công việc nâng cấp gồm có thay thế radar/hệ thống ESM/EW bằng các hệ thống tương tự như trên tàu Type 054, thay thế HQ-7 bằng tên lửa phòng không tầm ngắn HHQ-10, và thay thế 4 × pháo 37 mm Type 76A bằng 2 × pháo CIWS 30 mm Type 630 tương tự như Gryazev-Shipunov AO-18K.

## Danh sách tàu trong lớp 053H3
| Số hiệu | Tên tàu                | Trùng tên               | Đơn vị đóng tàu                      | Hạ thủy             | Biên chế          | Hạm đội          | Tình trạng                                                              |
| ------- | ---------------------- | ----------------------- | ------------------------------------ | ------------------- | ----------------- | ---------------- | ----------------------------------------------------------------------- |
| 521     | 嘉兴 / Gia Hưng        | Thành phố Gia Hưng      | Nhà máy đóng tàu Hỗ Đông, Thượng Hải | 10 tháng 8 năm 1997 | Tháng 11 năm 1998 | Hạm đội Đông Hải | Đang hoạt động                                                          |
| 522     | 连云港 / Liên Vân Cảng | Thành phố Liên Vân Cảng | Nhà máy đóng tàu Hỗ Đông             | 8 tháng 8 năm 1997  | Tháng 2 năm 1999  | Hạm đội Đông Hải | Đã bán cho Hải quân Bangladesh và đổi tên thành BNS Umar Farooq (F-16). |
| 523     | 莆田 / Phủ Điền        | Thành phố Phủ Điền      | Nhà máy đóng tàu Hỗ Đông             | 10 tháng 8 năm 1998 | Tháng 10 năm 1999 | Hạm đội Đông Hải | Đã bán cho Hải quân Bangladesh và đổi tên thành BNS Abu Ubaidah (F-19)  |
| 564     | 宜昌 / Nghi Xương      | Thành phố Nghi Xương    | Hoàng Phố, Quảng Châu                | Tháng 10 năm 1998   | Tháng 12 năm 1999 | Hạm đội Bắc Hải  | Đang hoạt động                                                          |
| 565     | 葫芦岛/ Hồ Lô Đảo      | Thành phố Hồ Lô Đảo     | Hoàng Phố, Quảng Châu                | Tháng 4 năm 1999    | Tháng 7 năm 2000  | Hạm đội Bắc Hải  | Đang hoạt động                                                          |
| 524     | 三明 / Tam Minh        | Thành phố Tam Minh      | Nhà máy đóng tàu Hỗ Đông             | Tháng 12 năm 1998   | Tháng 11 năm 1999 | Hạm đội Đông Hải | Đang hoạt động                                                          |
| 567     | 襄阳 / Tương Dương     | Thành phố Tương Dương   | Hoàng Phố, Quảng Châu                | Tháng 8 năm 2001    | Tháng 9 năm 2002  | Hạm đội Đông Hải | Đang hoạt động.                                                         |
| 566     | 怀化 / Hoài Hóa        | Thành phố Hoài Hóa      | Nhà máy đóng tàu Hỗ Đông             | Tháng 1 năm 2001    | Tháng 3 năm 2002  | Hạm đội Đông Hải | Đang hoạt động                                                          |
| 527     | 洛阳 / Lạc Dương       | Thành phố Lạc Dương     | Nhà máy đóng tàu Hỗ Đông             | 1 tháng 8 năm 2004  | Tháng 1 năm 2005  | Hạm đội Bắc Hải  | Đang hoạt động                                                          |
| 528     | 绵阳 / Miên Dương      | Thành phố Miên Dương    | Hoàng Phố, Quảng Châu                | 30 tháng 5 năm 2004 | Tháng 10 năm 2004 | Hạm đội Bắc Hải  | Đang hoạt động                                                          |